# Cox (Familienname)
Cox ist ein von dem mittelalterlichen Spitznamen cok mit der Bedeutung „Hahn“ abgeleiteter englischer Familienname.

## Namensträger

### A
- Adrian Cox (* 1983), britischer Jazzmusiker
- Alan Cox (* 1968), britischer Programmierer
- Alaqua Cox (* 1997), US-amerikanische Schauspielerin
- Alex Cox (* 1954), britischer Filmregisseur, Drehbuchautor und Schauspieler
- Alfie Cox (* 1963), südafrikanischer Rallyefahrer
- Alison Cox (* 1979), US-amerikanische Ruderin
- Allan V. Cox (1926–1987), US-amerikanischer Geophysiker
- Alphonse Cox (1902–1976), belgischer Jazzmusiker
- André Cox (* 1954), schweizerisch-britischer Heilsarmeeoffizier
- Andrew Cox (* 1990), neuseeländischer Eishockeyspieler
- Annemarie Cox, Geburtsname von Anna Wood (Kanutin) (* 1966), australische Kanutin
- Anthony Cox (Musiker) (* 1954), US-amerikanischer Jazzbassist
- Anthony Cox (Leichtathlet) (* 2000), jamaikanischer Sprinter
- Archibald Cox (1912–2004), US-amerikanischer Rechtswissenschaftler
- Arthur Cox, eigentlicher Name von Arthur Carron (1900–1967), britischer Opernsänger (Tenor)
- Arthur Cox (Schauspieler) (* 1934), irischer Schauspieler
- Arthur Cox (Fußballtrainer) (* 1939), englischer Fußballtrainer
- Arthur Jean Cox (1929–2016), US-amerikanischer Schriftsteller

### B
- Barbara Cox Anthony (1922–2007), US-amerikanische Zeitungsverlegerin und Unternehmerin
- Bill Cox (Fußballspieler, 1880) (William James Cox; 1880–1915), englischer Fußballspieler
- Bill Cox (Fußballspieler, 1899) (William Charles Cox; 1899–1987), englischer Fußballspieler
- Bill Cox (Golfspieler) (James Alfred Cox; 1910–1985), englischer Golfspieler
- Bill Cox (Baseballspieler) (William Donald Cox; 1913–1988), US-amerikanischer Baseballspieler und Politiker
- Bill Cox (Eisschnellläufer) (William Dean Cox; * 1947), US-amerikanischer Eisschnellläufer
- Billy Cox (Musiker) (William Cox; * 1941), US-amerikanischer Bassist
- Billy Cox (Baseballspieler) (William Richard Cox; 1919–1978), US-amerikanischer Baseballspieler
- Brad Cox (Physiker) (Bradley Cox), US-amerikanischer Physiker
- Brad Cox (Informatiker) (1944–2021), US-amerikanischer Informatiker
- Brenda Cox (1944–2015), australische Sprinterin
- Brian Cox (* 1946), schottischer Schauspieler
- Brian Cox (Spezialeffektkünstler), US-amerikanischer Spezialeffektkünstler
- Brian Cox (Produzent), US-amerikanischer Filmproduzent und Drehbuchautor
- Brian Cox (Physiker) (* 1968), britischer Physiker
- Brian Cox (Snookerspieler), britischer Snookerspieler
- Britteny Cox (* 1994), australische Freestyle-Skierin
- Bronwyn Cox (* 1997), australische Ruderin
- Bud Cox (Charles Cox; * 1960), US-amerikanischer Tennisspieler

### C
- C. C. Cox (Charles Carr Cox; 1887–1915), US-amerikanischer Automobilrennfahrer
- C. Jay Cox (* 1962), US-amerikanischer Filmregisseur und Drehbuchautor
- Carl Cox (* 1962), britischer DJ und Musiker
- Carla Cox (* 1984), tschechische Pornodarstellerin
- Carmiesha Cox (* 1995), bahamaische Sprinterin
- Caroline Cox, Baroness Cox (* 1937), britische Politikerin
- Catharine Cox Miles (1890–1984), US-amerikanische Psychologin
- Channing H. Cox (1879–1968), US-amerikanischer Politiker
- Charles Cox (Bischof) (1848–1936), britischer Ordensgeistlicher, Apostolischer Vikar von Transvaal
- Charles Cox, eigentlicher Name von Bud Cox (* 1960), US-amerikanischer Tennisspieler
- Charlie Cox (* 1982), britischer Schauspieler
- Christina Cox (* 1971), kanadische Schauspielerin
- Christopher Cox (Kolonialbeamter) (1899–1982), britischer Kolonialbeamter
- Christopher Cox (Charles Christopher Cox; * 1952), US-amerikanischer Politiker
- Christopher Barry Cox (C. Barry Cox; * 1931), britischer Paläontologe
- Christopher C. Cox (Christopher Christian Cox; 1816–1882), US-amerikanischer Politiker
- Claire Cox (* 1975), britische Schauspielerin
- Cornelis Cox (1875–1956), niederländischer Maler
- Courteney Cox (* 1964), US-amerikanische Schauspielerin
- Crystal Cox (* 1979), US-amerikanische Leichtathletin

### D
- Daniel Cox (Mediziner), US-amerikanischer Mediziner
- Daniel Cox (Physiker), US-amerikanischer Physiker und Hochschullehrer
- Daniel Cox (Tennisspieler) (* 1990), britischer Tennisspieler
- Danny Cox (* 1959), britisch-amerikanischer Baseballspieler
- David Cox (Maler) (1783–1859), britischer Maler
- David Cox (Komponist) (1916–1997), britischer Komponist und Musikproduzent
- David Cox (Statistiker) (1924–2022), britischer Statistiker
- David Cox (Politiker) (* 1954), australischer Politiker
- David Cox (Turner) (* 1970), britischer Turner
- David A. Cox (* 1948), US-amerikanischer Mathematiker und Hochschullehrer
- Dean Cox (* 1987), englischer Fußballspieler
- Deb Cox (Deborah Cox; * 1958), australische Drehbuchautorin und Produzentin
- Deborah Cox (* 1974), kanadische Sängerin und Schauspielerin
- Donald C. Cox (* 1937), US-amerikanischer Elektroingenieur

### E
- Edward Cox (Kanute), britischer Kanute
- Edward E. Cox (1880–1952), US-amerikanischer Politiker
- Edward G. Cox (1876–1963), US-amerikanischer Segler, Linguist und Hochschullehrer
- Edward Travers Cox (1821–1907), US-amerikanischer Geologe
- Elbert Frank Cox (1895–1969), US-amerikanischer Mathematiker und Hochschullehrer
- Eleanor Cox (* 1986), englische Badmintonspielerin
- Eleanor Worthington Cox (* 2001), britische Musicaldarstellerin und Schauspielerin
- Ellenor Cox, australische Filmproduzentin
- Emily Cox (* 1985), britische Schauspielerin
- Eric Cox (1923–2006), australischer Rugby-Union-Spieler, -Trainer und -Funktionär
- Ernest Cox (1883–1959), britischer Ingenieur und Unternehmer
- Ethan Cox (Eishockeyspieler) (* 1987), kanadischer Eishockeyspieler
- Ethan Cox (Fußballspieler) (* 2004), australischer Fußballspieler
- Euan Cox (1893–1977), britischer Gärtner und Pflanzensammler

### F
- Fletcher Cox (* 1990), US-amerikanischer American-Football-Spieler
- Francisco José Cox Huneeus (1933–2020), chilenischer Geistlicher, Erzbischof von La Serena
- Freddie Cox (1920–1973), englischer Fußballspieler und -trainer

### G
- Garstin Cox (1892–1933), britischer Landschafts- und Küstenmaler
- Gary Cox (Saxophonist), britischer Saxophonist
- Gary Cox (Gitarrist) († 2012), US-amerikanischer Gitarrist und Sänger
- Gary Cox (Philosoph) (* 1964), britischer Philosoph und Philologe
- Gary W. Cox (* 1955), US-amerikanischer Politikwissenschaftler
- Geoffrey Cox (* 1960), britischer Jurist und Politiker (Conservative Party)
- George Cox (Politiker) (1834–1909), kanadischer Politiker
- George Cox (Fußballspieler) (1911–1985), englischer Fußballspieler
- George Albertus Cox (1840–1914), kanadischer Politiker
- George William Cox (1827–1902), britischer Historiker
- Gertrude Baby Cox (1907–1966), US-amerikanische Varieté-Künstlerin und Jazzsängerin
- Gertrude Mary Cox (1900–1978), US-amerikanische Statistikerin
- Grace Victoria Cox (* 1995), US-amerikanische Schauspielerin
- Guillermo Cox (* um 1975), peruanischer Badmintonspieler

### H
- Harry Cox (Sänger) (1885–1971), englischer Folksänger
- Harry Cox (Pianist) (1923–2009), belgischer Pianist und Komponist
- Harvey Cox (* 1929), US-amerikanischer Theologe
- Heinrich Leonard Cox (1935–2016), niederländischer Volkskundler
- Helmut Cox (* 1938), deutscher Wirtschaftswissenschaftler und Hochschullehrer
- Herald Cox (1907–1986), US-amerikanischer Virologe

### I
- Ian Cox (* 1971), Fußballspieler für Trinidad und Tobago
- Ida Cox (1896–1967), US-amerikanische Sängerin
- Isaac N. Cox (1846–1916), US-amerikanischer Politiker

### J
- Jack Cox (Fußballspieler, 1867) (1867–1957), englischer Fußballspieler
- Jack Cox (Fußballspieler, 1877) (John Thomas Cox; 1877–1955), englischer Fußballspieler und -trainer
- Jack Cox (Kameramann) (auch John Cox; 1890–1960), britischer Kameramann
- Jacob Dolson Cox (1828–1900), US-amerikanischer Politiker
- James Cox (Uhrmacher) (um 1723–1800), britischer Uhrmacher und Erfinder
- James Cox (Politiker) (1753–1810), US-amerikanischer Politiker (New Jersey)
- James Cox (Mediziner), US-amerikanischer Herzchirurg
- James Cox (Regisseur) (* 1975), US-amerikanischer Regisseur
- James Cox (Footballspieler) (* 1983), US-amerikanischer American-Football-Spieler
- James Brent Cox (* 1984), US-amerikanischer Baseballspieler
- James Charles Cox (1834–1912), australischer Arzt und Naturwissenschaftler
- James M. Cox (James Middleton Cox; 1870–1957), US-amerikanischer Politiker (Ohio)
- James Renshaw Cox (1886–1950), US-amerikanischer Geistlicher
- Jamie Cox (Cricketspieler) (* 1969), australischer Cricketspieler
- Jamie Cox (Boxer) (* 1986), britischer Boxer
- Jan Cox (1919–1980), niederländisch-belgischer Maler
- J’den Cox (* 1995), US-amerikanischer Ringer
- Jean Cox (1922–2012), US-amerikanisch-deutscher Sänger (Tenor)
- Jennifer Elise Cox (* 1969), US-amerikanische Schauspielerin
- Jimmy Cox (1882–1925), US-amerikanischer Varieté-Künstler und Songwriter
- Jo Cox (1974–2016), britische Politikerin
- Joel Cox (* 1942), US-amerikanischer Filmeditor
- John Cox (Physiker) (1851–1923), britischer Physiker und Hochschullehrer
- John Cox (Tontechniker) (1908–1972), britischer Film-Tontechniker
- John Cox (Bootsbauer) (1933–2015), britischer Bootsbauer
- John Cox (Spezialeffektkünstler) (* 1959), australischer Spezialeffektkünstler
- John Cox (Schachspieler) (* 1962), britischer Schachspieler
- John Cox (Basketballspieler) (* 1981), venezolanisch-US-amerikanischer Basketballspieler
- John Cox (Drehbuchautor), US-amerikanischer Drehbuchautor
- John Edmund Cox (1812–1890), britischer Schriftsteller und Geistlicher
- John H. Cox (* 1955), US-amerikanischer Geschäftsmann und Politiker
- John I. Cox (1855–1946), US-amerikanischer Politiker
- John W. Cox (* 1947), US-amerikanischer Politiker
- Jordan Cox (* 1992), US-amerikanischer Tennisspieler
- Joseph Mason Cox (1763–1818), britischer Psychiater
- Joshua Cox (* 1965), US-amerikanischer Schauspieler
- Julie Cox (* 1973), schottische Schauspielerin
- Justin Cox (* 1981), kanadischer Eishockeyspieler

### K
- Kadeena Cox (* 1991), britische Sportlerin
- Katherine Garrett-Cox (* 1967), britische Managerin
- Kenn Cox (1940–2008), US-amerikanischer Jazzpianist, Komponist und Hochschullehrer
- Kenyon Cox (1856–1919), US-amerikanischer Maler, Illustrator und Kunstkritiker

### L
- Lara Cox (* 1978), australische Schauspielerin
- Laura Cox (Wasserpolospielerin) (* 1961) US-amerikanische Wasserpolospielerin
- Laura Cox (Politikerin) (* 1964), US-amerikanische Politikerin, Mitglied des Michigan House of Representatives, Vorsitzende der Michigan Republican Party
- Laura Mary Cox (* 1951), englische High Court Richterin an der Queen’s Bench Division
- Laura Cox (Musikerin) (* 1990), französische Gitarristin, Sängerin, Songwriterin/Komponistin und Bandleaderin
- Laverne Cox (* 1972), US-amerikanische Schauspielerin
- Leander Cox (1812–1865), US-amerikanischer Politiker
- Lee Cox (* 1990), englischer Fußballspieler
- Leslie Reginald Cox (1897–1965), britischer Zoologe
- Lionel Cox (Radsportler) (1930–2010), australischer Radrennfahrer
- Lionel Cox (Sportschütze) (* 1981), belgischer Sportschütze
- Louise Cox (* 1939), australische Architektin
- Lynne Cox (* 1957), US-amerikanische Schwimmerin

### M
- Mark Cox (Tennisspieler) (* 1943), britischer Tennisspieler
- Mark Cox (Dartspieler) (* 1979), englischer Dartspieler
- Marta Cox (* 1997), panamaische Fußballspielerin
- Mekia Cox (* 1981), US-amerikanische Schauspielerin
- Michele Cox (* 1968), neuseeländische Fußballspielerin
- Michelle Cox (* 1991), australische Softballspielerin
- Mo Alie-Cox (* 1993), US-amerikanischer American-Football-Spieler
- Morgan Cox (* 1986), US-amerikanischer American-Football-Spieler

### N
- Neil Cox (* 1971), englischer Fußballspieler
- Nicholas N. Cox (1837–1912), US-amerikanischer Politiker
- Nigel Cox (1951–2006), neuseeländischer Schriftsteller
- Nikki Cox (* 1978), US-amerikanische Schauspielerin
- Norm Cox (* 1951), US-amerikanischer Interaktionsdesigner

### O
- Oliver Cromwell Cox (1901–1974), Soziologe aus Trinidad and Tobago

### P
- Palmer Cox (1840–1924), kanadischer Karikaturist
- Pat Cox (* 1952), irischer Politiker
- Patrick Cox (* 1960), deutscher Musiker, siehe Schürzenjäger (Band) #Patrick Cox
- Patrick Cox (Designer) (* 1963), kanadisch-britischer Modedesigner
- Paul Cox (1940–2016), australischer Filmregisseur
- Paula Cox (* 1964), bermudische Politikerin
- Percy Zachariah Cox (1864–1937), britischer Generalmajor und Diplomat
- Peter Cox (Musiker) (* 1955), britischer Sänger, Komponist und Musiker
- Peter Cox (Radsportler), neuseeländischer Radsportler
- Peter Cox (Fechter) (Peter T. Cox, Jr.; * 1967), US-amerikanischer Fechter
- Philip Cox (* 1939), australischer Architekt
- Phillip Cox (* 1957), australischer Rugby-Union-Spieler

### R
- Richard Cox (Bischof) (um 1500–1581), englischer Geistlicher, Bischof von Ely
- Richard Cox (Historiker) (1650–1733), irischer Historiker und Jurist
- Richard Cox (Gärtner) (um 1776–1845), englischer Brauer und Gärtner
- Richard Cox (Schauspieler) (* 1948), amerikanischer Schauspieler
- Richard Cox (Filmeditor), britischer Filmeditor
- Richard Ian Cox (* 1973), kanadischer Schauspieler
- Richard Stanford Cox (1930–1994), US-amerikanischer Schauspieler, siehe Dick Sargent
- Robert Cox (Schauspieler) († 1655), englischer Schauspieler
- Robert Cox (Politiker) (1845–1899), schottischer Politiker
- Robert Cox (Journalist) (Robert John Cox; * 1933), britischer Journalist
- Robert N. Cox (1850–1934), kanadischer Politiker
- Robert O. Cox (1917–2013), US-amerikanischer Politiker, Bürgermeister von Fort Lauderdale
- Robert W. Cox (1926–2018), kanadischer Politikwissenschaftler
- Ronny Cox (* 1938), US-amerikanischer Schauspieler und Sänger
- Ross Cox (1793–1853), irischer Pelzhändler und Autor
- Roxbee Cox, Baron Kings Norton (1902–1997), britischer Ingenieur
- Roy Cox (1945–2019), britischer Radsportler
- Ryan Cox (1979–2007), südafrikanischer Radrennfahrer

### S
- Sam Cox (Fußballspieler, 1920) (Samuel Cox, 1920–1985), englischer Fußballspieler
- Sam Cox (Politiker) (Samuel Victor Cox, * 1964), australischer Politiker
- Sam Cox (Rugbyspieler) (* 1980), englischer Rugby-Union-Spieler
- Sam Cox (Fußballspieler, 1990) (Samuel Peter Cox, * 1990), englisch-guyanischer Fußballspieler
- Sammy Cox (1924–2015), schottischer Fußballspieler
- Samuel D. Cox (* 1961), US-amerikanischer Generalleutnant
- Samuel S. Cox (1824–1889), US-amerikanischer Politiker und Diplomat
- Sara Cox (* 1974), britische Autorin und Radiomoderatorin
- Sara Cox (Rugbyspielerin) (* 1990/1991), englische Rugby-Union-Spielerin und -Schiedsrichterin
- Serenity Cox (* 1984), kanadische Pornodarstellerin
- Shana Cox (* 1985), britisch-US-amerikanische Sprinterin
- Simon Cox (Filmschaffender), britischer Filmeditor und -regisseur
- Simon Cox (Autor) (* 1966), britischer Autor
- Simon Cox (Footballspieler) (* 1977), australischer Australian-Football-Spieler
- Simon Cox (Fußballspieler, 1984) (* 1984), englischer Fußballspieler
- Simon Cox (Fußballspieler, 1987) (* 1987), englisch-irischer Fußballspieler
- Sonia Cox (1936–2001), neuseeländische Badmintonspielerin
- Spencer Cox (* 1975), US-amerikanischer Politiker
- Stan Cox (1918–2012), britischer Leichtathlet
- Stella Cox (* 1990), US-amerikanische Pornodarstellerin
- Stephanie Cox (Fußballspielerin) (* 1986), US-amerikanische Fußballspielerin und -trainerin
- Stephanie Cox (Politikerin) (* 1989), österreichische Politikerin (LP)
- Stephen Cox (Bildhauer) (* 1946), englischer Bildhauer
- Stephen Cox (Radsportler) (* 1956), neuseeländischer Radrennfahrer
- Stephen D. Cox, US-amerikanischer Schriftsteller, Herausgeber, Literaturwissenschaftler und Hochschullehrer
- Stephen L. Cox (* 1966), US-amerikanischer Schriftsteller
- Steve Cox (* 1967), Schweizer Gleitschirmpilot

### T
- Terry Cox (* 1937), britischer Jazzmusiker
- Thomas Cox (Schachspieler) (1912–1939), irischer Schachspieler
- Thomas Cox (Rennfahrer) (* 1936), US-amerikanischer Automobilrennfahrer
- Tim Cox, US-amerikanischer Regisseur und Drehbuchautor
- TJ Cox (* 1963), US-amerikanischer Politiker
- Tony Cox (* 1958), US-amerikanischer Schauspieler
- Travis Lincoln Cox, US-amerikanischer Schauspieler

### V
- Veanne Cox (* 1963), US-amerikanische Schauspielerin und Tänzerin
- Vivian Cox (1915–2009), britischer Filmproduzent

### W
- Wally Cox (1924–1973), US-amerikanischer Schauspieler
- Walter Cox (Fußballspieler, 1849) (1849–1925), englischer Fußballtorwart und Trainer
- Walter Cox (Fußballspieler, 1863) (auch William Cox; 1863–??), schottischer Fußballtorwart
- Walter Cox (Fußballspieler, 1872) (1872–1930), englischer Fußballtorwart
- Walter Cox (Schauspieler), US-amerikanischer Schauspieler
- Willem Frans Cox (um 1691–1753), Priester im Deutschen Orden
- William Cox (Pionier) (1764–1837), britischer Soldat und australischer Straßenbauer
- William Cox (Leichtathlet) (1904–1996), US-amerikanischer Leichtathlet
- William Cox (Gouverneur) (* 1936), australischer Jurist, Richter und Politiker
- William E. Cox (1861–1942), US-amerikanischer Politiker
- William Hopkinson Cox (1856–1950), US-amerikanischer Politiker
- William Morton Cox (1880–1970), US-amerikanischer Politiker
- William Ruffin Cox (1832–1919), US-amerikanischer Politiker und General